# Kita Genki
Pour les articles homonymes, voir Kita (homonymie) et Genki (homonymie).
Kita Genki (喜多元規) est un peintre japonais du XVIIe siècle. Ses dates de naissance et de décès ainsi que ses origines ne sont pas connues. Sa période d'activité se situe autour de 1671.

## Biographie
C'est à Nagasaki que Kita Genki exerce son activité de peintre. C'est aussi par le port de Nagasaki, à l'extrémité ouest de l'archipel nippon, que pénètrent au XVIIe siècle non seulement des éléments de culture et d'art occidentaux, mais aussi chinois, parmi lesquels des portraits de moines zen au réalisme accentué. Des peintres locaux, dont Kita Genki, suivent ces modèles en mêlant au style des portraitistes chinois des réminiscences occidentales.

## Tendances diverses de la peinture moderne duXVIIeauXIXesiècle
Au cours du XVIIIe siècle qui voit l'essor économique de la société et l'épanouissement d'un humanisme moderne, d'autres tendances se font jour : d'une part, le mouvement « réaliste » représenté par l'école Maruyama-Shijō, et d'autre part la vision « idéaliste » de la peinture des lettrés (bunjin-ga) ; ces deux tendances subissent l'une et l'autre l'influence des nouveaux apports de l'étranger et ont ensemble de nombreux contacts. Un élément joue un rôle important pour le mouvement  réaliste : il s'agit de la nouvelle vague d'influence de la peinture chinoise, qui pénètre au Japon par Nagasaki.
Les portraits de patriarche d'une nouvelle école zen, celle d'Ōbaku (Houang-po), introduite par la colonie chinoise de Nagasaki et propagée jusqu'à Kyoto par le moine chinois Itsunen (Yi-jan), peintre amateur lui-même, venu au Japon en 1644, sont d'un réalisme accentué. Les peintres japonais locaux, Kita Genki par exemple, suivent ces modèles en mêlant, probablement, au style des portraitistes chinois de secrètes réminiscences de la première influence occidentale.

## Collection
Metropolitan Museum of Art, New York.